# Fred Halliday
Simon Frederick Peter Halliday (* 22. Februar 1946 in Dublin; † 26. April 2010 in Barcelona) war ein irischer Schriftsteller und Politikwissenschaftler auf dem Feld der Internationalen Beziehungen. Besondere Schwerpunkte seiner akademischen und publizistischen Tätigkeit waren revolutionäre Bewegungen, die Zusammenhänge zwischen Nord-Süd- und Ost-West-Konflikt sowie der Nahe und Mittlere Osten.

## Leben
Fred Halliday wuchs als Sohn des englischen Kaufmanns Arthur Halliday und der Irin Rita Halliday (geborene Finigan) in Irland in der Nähe der Grenze zum britischen Nordirland und in England auf.

### Akademische Laufbahn
Nach dem Besuch einer privaten Schule in Dundalk (County Louth) und des Ampleforth College in North Yorkshire studierte er am Queen’s College der Universität Oxford Philosophie, Politik und Wirtschaft und erwarb dort 1967 den Bachelor (B.A.). Seinen Master (M.Sc.) erwarb er anschließend an der School of Oriental and African Studies der Universität London. Seine Dissertation zu den Außenbeziehungen der Volksrepublik Jemen begann er 1969 an der London School of Economics (LSE), den abschließenden Doktorgrad (Ph.D.) erwarb er dort jedoch erst 1985. Von 1973 bis 1985 gehörte er dem linksorientierten Think Tank Transnational Institute an. Von 1989 bis 1992 war er Vorsitzender des Forschungsbeirats des Royal Institute of International Affairs (Chatham House). Später wirkte er im Forschungsbeirat des der britischen Labour Party nahestehenden Foreign Policy Centres, außerdem beriet er staatliche Institutionen und private Unternehmen in Fragen der internationalen Politik und hielt Vorlesungen an Universitäten und diplomatischen Akademien in zahlreichen Ländern. 2002 wurde er zum Mitglied der British Academy gewählt.
1983 begann er seine Tätigkeit als Dozent an der LSE, bevor er dort 1985 eine Professur für Internationale Beziehungen übertragen bekam, die er bis 2008 ausfüllte. Von 1986 bis 1989 war er Vorsitzender des Fachbereichs, von 1994 bis 1998 gehörte er als einer von sechs „Academic Governors“ dem Aufsichtsgremium der Hochschule an. Von 2000 bis 2002 war er parallel zu seiner Professur Gründungsdirektor des Zentrums für Menschenrechtsstudien an der LSE. 2002 bis 2003 musste er seine Arbeit krankheitsbedingt stark einschränken. Von 2004 bis 2008 war er an der LSE Inhaber der 1936 gestifteten Montague-Burton-Professur für Internationale Beziehungen. Ab 2004 lebte er teilweise in Barcelona. 2008 verließ er die LSE und nahm ein Angebot der katalanischen Forschungsstiftung (ICREA) an, als forschender Professor am Institut für Internationale Studien Barcelona (IBEI) tätig zu werden. Der LSE blieb er weiterhin verbunden – sein im Nachhinein bekanntestes Engagement war seine Intervention gegenüber der Leitung der LSE, als er unter Berufung auf seine langjährige Fachkenntnis der libyschen Regierung früh vor der engen Zusammenarbeit mit der Gaddafi-Stiftung warnte. Nachdem seine Warnungen erfolglos geblieben waren, entwickelte sich im Frühjahr 2011 (und damit nach Halliday Tod) aus dem Libyen-Engagement der größte Skandal der Geschichte der renommierten Hochschule, der zum Rücktritt ihres Präsidenten führte. An der LSE sind mehrere Förderpreise nach ihm benannt, darunter der jährlich vergebene Fred-Halliday-Preis für die beste Magisterarbeit im Fach Theorien der Internationalen Beziehungen.
Als ein Verfechter des Gedankens, dass in einer globalisierten Welt Fremdsprachenkompetenz für das gegenseitige Verstehen über kulturelle Grenzen hinweg unabdingbar sei, beherrschte er rund zwölf Sprachen fließend, darunter Arabisch, Persisch, Deutsch, Französisch, Russisch und Spanisch. Seit 1965 bereiste er den Nahen und Mittleren Osten ausführlich, erkundete dabei jedes Land zwischen Afghanistan und Marokko und hielt in den meisten davon Vorlesungen. Er traf sich mit vielen der wichtigsten politischen, militärischen und religiösen Führer der islamischen Welt.
Als sein größtes akademisches Vorbild bezeichnete er den französischen Historiker und Orientalisten Maxime Rodinson, großen Einfluss hatten außerdem Isaac Deutscher, Bill Warren und Ernest Gellner.

### Publizistische Tätigkeit
Parallel zu seinen Studien engagierte er sich zunächst in der Studentenbewegung politisch und entwickelte sich zu einem prominenten journalistischen Kommentator innerhalb des linken Spektrums in Großbritannien. Seine erste Buchveröffentlichung hatte er 1969 (im Alter von 23 Jahren) als Herausgeber von Schriften des 1967 verstorbenen intellektuellen Mentors der Neuen Linken, Isaac Deutscher. Von 1969 bis 1983 war er Redaktionsmitglied der marxistisch ausgerichteten Zeitschrift New Left Review, nachdem er bereits seit 1968 der Redaktion der linksradikalen Zeitschrift The Black Dwarf angehört hatte. Ab 1979 veröffentlichte er bis 1991 häufig Artikel in Marxism Today und bis 1998 in New Statesman. Seit 1977 schrieb er für den Middle East Report des Middle East Research and Information Project (MERIP) in Washington.
Zwischen 2004 und 2009 schrieb Halliday Kolumnen zur internationalen Politik für die Internet-Plattform openDemocracy.net und parallel dazu für La Vanguardia, die größte Tageszeitung Kataloniens. Zahlreiche Artikel veröffentlichte er auch in den Zeitungen The Guardian, The Independent, The Observer und anderen britischen und internationalen Periodika. Während seiner Londoner Zeit trat er häufig in diversen Fernseh- und Hörfunksendungen der BBC auf und gab auch ausländischen Medien in mehreren Fremdsprachen Interviews. Er veröffentlichte mehr als zwei Dutzend Bücher, von denen viele in mehrere Sprachen übersetzt wurden. Seine Fachartikel erschienen in zahlreichen Sammelbänden und wissenschaftlichen Zeitschriften.

### Politische Standpunkte
In den 1960er und 70er Jahren sympathisierte Halliday offen mit dem bewaffneten Kampf antiimperialistischer Befreiungsbewegungen in den teilweise noch unter europäischer Kolonialherrschaft stehenden Entwicklungsländern. So engagierte er sich für die Kommunisten in Vietnam, übersetzte revolutionäre Texte von Ernesto „Che“ Guevara, besuchte als junger Student revolutionäre marxistische Gruppen im Iran und im südlichen Arabien, organisierte beispielsweise für die Bertrand-Russell-Friedens-Stiftung Solidaritätsreisen von Studenten nach Kuba und betätigte sich aktiv in der trotzkistischen International Marxist Group. In den 1970er Jahren gehörte er dem Unterkomitee der Labour Party für den Mittleren Osten an.
Während vor allem seine ablehnende Haltung gegenüber wesentlichen Aspekten der Außenpolitik der USA unverändert blieb, sah er jedoch ab den 1980er Jahren die Konsequenzen erfolgreicher Emanzipationskämpfe für die betroffenen Bevölkerungen zunehmend kritisch. Dabei legte er größeren Nachdruck auf universell gültige Prinzipien wie die Menschenrechte (von ethnischen wie politischen Minderheiten sowie insbesondere von Frauen), an deren Wahrung unterschiedslos auch solche politische Akteure zu messen seien, die fortschrittliche Ziele propagierten. Er bestand darauf, Konflikte nicht nach Ideologien zu beurteilen, und stimmte der unkonventionellen These des Marxisten Bill Warren zu, dass Imperialismus und Kapitalismus durchaus auch fortschrittlich sein könne. Zu ersten Differenzen mit weiten Teilen der britischen Linken kam es infolge der sowjetischen Militärintervention in Afghanistan 1979–1989, die Halliday argumentativ verteidigte, obwohl er nicht mit dem sowjetischen Staat sympathisierte. Aufgrund seiner Erfahrungen mit der unter Führung Ruhollah Chomeinis errichteten Islamischen Republik im Iran hielt er die ausländische, imperialistisch motivierte Unterstützung für die revolutionäre Bewegung für das kleinere Übel gegenüber den islamistischen Mudschahedin. Denn diese wollten nicht nur die sowjetischen Truppen aus Afghanistan vertreiben, sondern bereiteten dort die gleichzeitige Errichtung eines politischen Systems vor, das nach Hallidays Meinung universellen Werten noch stärker widersprechen würde.
Halliday argumentierte, dass militärische Interventionen vor allem unter dem Gesichtspunkt der universellen Menschenrechte zu bewerten seien, deren grobe Verletzung Interventionen im Sinne der weltweiten Solidarität rechtfertige, unabhängig davon, wer sie mit welchen Interessen durchführe. Dieser Standpunkt brachte langjährige politische Freunde dazu, sich von ihm zu distanzieren – zu seinem prominentesten intellektuellen Gegner unter seinen ehemaligen Weggefährten wurde Tariq Ali. Einen viel beachteten Bruch provozierte Halliday mit seiner aus langjähriger intensiver Beschäftigung mit dem Mittleren Osten erwachsenen Parteinahme für die US-geführte militärische Zurückschlagung der gewaltsamen Annexion Kuwaits durch den Irak 1990/91 (Zweiter Golfkrieg). Seine Haltung fasste er damals mit den Worten zusammen: „Wenn ich zwischen Imperialismus und Faschismus wählen muss, wähle ich Imperialismus.“ Für große Teile der radikalen Linken wurde Halliday zu einem Abtrünnigen, der seine früheren Ideale verraten habe – seine Wandlung von einem linksradikalen Intellektuellen der Studentenbewegung um 1968 zum Verteidiger früher als bürgerlich verschriener Werte wies dabei Parallelen zur Biografie Hans Magnus Enzensbergers in Deutschland auf, der beispielsweise zur Intervention gegen Saddam Hussein ähnlich argumentierte. Halliday selbst beklagte, dass viele seiner ehemaligen Genossen ihre früheren, an Aufklärung, Internationalismus und den konkreten Bedürfnissen der unterdrückten Massen orientierten Werte vergessen und sich aus falsch verstandenem Antiimperialismus auf die Seite von autoritären Nationalisten, religiösen Extremisten und anderen Menschenrechtsverletzern geschlagen hätten. Der islamische Fundamentalismus und seine gewaltbereiten Ausprägungen wurden von Halliday immer scharf kritisiert, er trat aber auch anti-muslimischen Tendenzen und der Erzeugung von Feindbildern in der westlichen Politik entschieden entgegen. Als seinen „größten intellektuellen Helden“ bezeichnete er 2008 den irischen Politiker, Historiker und Journalisten Conor Cruise O’Brien.

### Wissenschaftliches Schaffen
Durch seine äußerst zahlreichen und dabei häufig kontroversen Debattenbeiträge sowie durch seine 25-jährige Lehrtätigkeit an einer der weltweit renommiertesten Fakultäten für Internationale Beziehungen hatte Halliday bedeutenden Einfluss auf seine wissenschaftliche Disziplin, insbesondere in Großbritannien. Er gilt als wichtiger Wegbereiter der Internationalen Historischen Soziologie: Er plädierte in der wissenschaftlichen Analyse der Internationalen Beziehungen für einen Ansatz, der grundlegende Analysen von Karl Marx und Max Weber aufgreift und die Methoden der Historischen Soziologie in das Studium der Internationalen Beziehungen einbringt. Damit sollten transnationale ökonomische und gesellschaftliche Phänomene und historische Entwicklungen stärker ins Blickfeld genommen werden als vorrangig Staaten oder national definierte Interessen.
Südarabien und Persien waren die Regionen, deren Gesellschaften und Außenbeziehungen er seit frühesten Studententagen und bis zuletzt am aufmerksamsten erforschte. Die marxistische Revolution in Südjemen (1969) und die Islamische Revolution im Iran (1979), die er dabei erlebte, verhalfen ihm zu praktischen Erkenntnissen, die er für seine breit angelegten theoretischen Überlegungen zu seinem zentralen Thema nutzte: Bedingungen und Auswirkungen von radikalen Umbrüchen im internationalen politischen Kontext.

### Privates
Halliday war zwischenzeitlich mit der Soziologin Maxine Molyneux verheiratet, mit der er einen Sohn hatte. Fred Hallidays Brüder sind der Historiker Jon Halliday sowie der Unternehmer David Halliday.
Halliday verstarb im April 2010 an Krebs.